# Centruroides guanensis
Espèce
Synonymes
- Centruroides elegans guanensis Franganillo, 1930
- Centruroides thorelli aguayoi Moreno, 1939
- Centruroides thorelli cubensis Moreno, 1939
- Centruroides keysi Muma, 1967
- Centruroides cajennensis Armas, 1976
- Centruroides guanensis sanfelipensis Armas, 1976

Centruroides guanensis est une espèce de scorpions de la famille des Buthidae.

## Distribution
Cette espèce se rencontre à Cuba, aux Bahamas et aux États-Unis en Floride dans les Keys.

## Systématique et taxinomie
Cette espèce a été décrite sous le protonyme Centruroides elegans guanensis par Franganillo en 1930. Elle est élevée au rang d'espèce par Jaume en 1954.

## Étymologie
Son nom d'espèce, composé de guan[e] et du suffixe latin -ensis, « qui vit dans, qui habite », lui a été donné en référence au lieu de sa découverte, Guane.

## Publication originale
- Franganillo, 1930 : « Excursiones aracnologicas durante el mes de agosto de 1930. » Revista Belén, vol. 6, no 24, p. 116-120.